# Tonalamatl

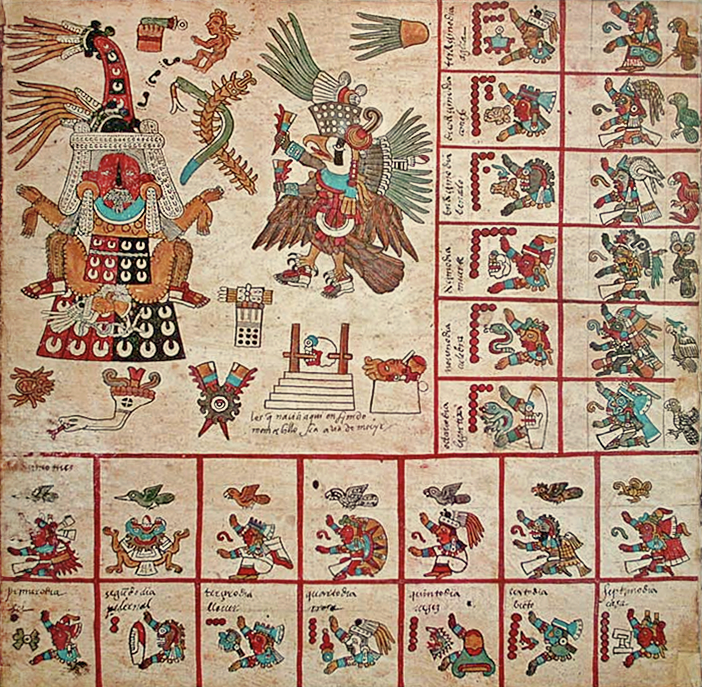
De originele 13e pagina van de Codex Borbonicus, laat de 13e trecena van de heilige Azteekse kalender zien. Deze 13e trecena was onder toezicht van de godin Tlazolteotl, die aan de linker bovenkant wordt getoond, terwijl ze Cinteotl baart. De 13 dagen tekens van deze trecena beginnen met 1 Aardbeving, 2 Mes, 3 Regen etc zoals te zien op de onderste rij in de linker kolom.

De tonalamatl is een profetische almanak die decennia- en misschien wel eeuwenlang werd gebruikt in centraal Mexico, tot de Spaanse verovering van Mexico. Het woord zelf is Nahuatl van origine, dit betekent "pagina's van de dagen".
De tonalamatl is opgebouwd rondom de 260 heilige jaar dagen, tonalpohualli. Deze 260 jaar dagen bestonden uit 20 trecena van 13 dagen elk. Elke pagina van een tonalamatl stelt een trecena voor, en was voorzien van tekeningen van die trecena heersende god en gedecoreerd met de 13 dagen symbolen en 13 andere gliefen. Deze dag-symbolen werden gebruikt om horoscopen en de toekomst te voorspellen.
De best overlevende voorbeelden van de tonalamatl zijn de Codex Borbonicus en de Codex Borgia.